# Austrorossia bipapillata
Austrorossia bipapillata is een inktvis die voorkomt in het westen van de Grote Oceaan, en de oosten van de Chinese Zee. De soort wordt aangetroffen in Japan (van Suruga Bay tot Tosa Bay), de Filipijnen en Taiwan. De soort komt voor op diepten tot 432 m. De soort kan een mantellengte bereiken van 57 mm.
De soort wordt gevangen als bijvangst en zowel vers als ingevroren verkocht.